# (2344) Xizang
(2344) Xizang ist ein Asteroid des Hauptgürtels, der am 27. September 1979 am Purple-Mountain-Observatorium in Nanjing entdeckt wurde.
Benannt ist der Asteroid nach der chinesischen Region Tibet.